# ФК Лийдс Юнайтед
Лийдс Юнайтед (на англ. Leeds United) е английски футболен клуб от град Лийдс, графство Йоркшър. Състезава се в най-високото ниво на английския футбол – Премиършип. Клубът е основан през 1919 г., наследявайки съществувалия дотогава Лийдс Сити. Лийдс Юнайтед играе своите мачове на стадион Елънд Роуд.

## Началото
През 1904 в Хотел Грифин е основан футболен клуб Лийдс Сити и скоро след основаването му на Елън Роуд е изигран и първият мач (на 15 октомври, 1904) срещу Хъл Сити (загуба с 0:2). Лийдс изиграва разочароващ първи сезон в Западната Йоркшърска Лига, въпреки че в тези мачове играе резервният състав, докато титулярите участват в приятелски срещи срещу по-именити състави. На 29 май, 1905 Лийдс Сити е избран за участие във Втора Дивизия, която увеличава своя състав. За да покаже своите нарастващи амбиции клубът построява нова трибуна: т. нар. Scratching Shed, която просъществува над 70 години и надживява много от промените на стадиона. През следващите години Лийдс може да се похвали единствено с избягването на няколко финансови кризи. През 1912 начело застава Хърбърт Чапмън, който успява да създаде солидни основи на отбора. Докато Първата Световна Война е в разгара си Лийдс печели неофициално шампионската титла след като побеждава победителят на лигата на Ланкашър. След 1918 Чампън се освобождава от задълженията си към армията и се завръща в отбора в амбиция да възстанови силния тим. Но се случва немислимото: Лийдс е уличен в даването на незаконни премии на своите собствени играчи. В резултат ФА изключва Лийдс от Лигата и забранява на директорите на отбора (с други думи на Чампън) да се занимават изобщо с футбол. Това не пречи на Чапмън след време да спечели 4 шампионски титли и 2 купи на ФА с Хъдърсфийлд и Арсенал.
На 17 октомври, 1919 останките от собствеността на Лийдс Сити са разпродадени на аукцион, но още същият ден няколко служители на кметството се срещат с „чисти“ от наказания бивши чиновници от Лийдс Сити като стигат до идеята за основаване на нов клуб. Създаден е Лийдс Юнайтед на 31 октомври, 1919 и влиза веднага в лигата на Мидланд. Председателят на Хъдърсфийлд Таун – Дж. Хилтън Краутър предлага обединението на новия клуб с Хъдърсфийлд. След няколко безумни финансови операции борда на директорите и привържениците на Хъдърсфийлд го гони, за да може да се съсредоточи над новата си любов: Лийдс Юнайтед. На 31 май, 1920 Лийдс е приет във Втора Дивизия на Футболната лига. Първият мач на Юнайтед е като гост на Порт Вейл – борбата Лийдс да заеме мястото на Сити в лигата е приключена с неуспех. Въпреки очакването Юнайтед да отмъсти за несправедливостта, мачът е загубен с 0:2. Първият домакински мач е срещу Саут Шийлдс. Почти 17000 идват на двубоя, но за сужаление Лийдс губи отново с 1:2. За отбелязване, е че Лен Армитидж е първият играч на Лийдс Юнайтед, които бележи гол в официален мач.

## Годините преди войната
Много нестабилният Лийдс започва своята история с три години на анонимност в средата на таблицата на Втора Дивизия. През 1923 – 24 се забелязва подобряване на играта и стабилност особено на Елън Роуд – допуснати са 10 гола и само 2 загуби. Като гост представянето не е чак толкова добро и въпреки слабия край на сезона – само две победи в последните осем срещи – Лийдс печели шампионската титла на Втора Дивизия. Това означава само едно: Юнайтед ще има възможност да премери сили с най-силните за пръв път. В действителност отборът не е подготвен за подобно предизвикателство. През 1925 пристигането на Том Дженингс от Рейт Роувърс (с невероятните 112 гола в 167 срещи) не е подкрепено от останалите нападатели, и след класирания на 18-о и 19-о място в първите два сезона (с представяне като гости 2-1-18) през сезона 1926 – 27 и класиране на 21-во място Юнайтед се завръща във Втора Дивизия. Като множество клубове в онези години Лийдс е слаб за Първа дивизия и в същото време прекалено силен за Втора. През 1931 г. следва завръщане при най-силните и моментално отпадане отново следващата година. До началото на Втората Световна Война, Лийдс успява да завоюва отново място в Първа Дивизия и няколко години се подвизава в средата на класирането. Най-постоянно през този период са постиженията купата на ФА – просто ужасно. Лийдс не успява да премине 4-ти кръг нито веднъж и така си и остава до 1949 – 50. По време на Войната регионалните групи и различните купи се играят с наличните играчи (повечето мъже са мобилизирани на фронта). Някои от тези играчи са играли в Лийдс и преди войната и са кратък период у дома, друга част са работници от военните фабрики, но по правило тимовият лист се попълва с необходимия брой имена минути преди мачовете. Ето защо изиграните мачове през този период не се броят в пълен смисъл на официални.

## Депресия в годините след Войната
Лийдс на Били Хемпсън постига ужасен рекорд в периода 1946 – 47 в представянето си като гост: 0 победи, 1 равен и 21 загуби. Клубът или разчита на прекалено много играчи от преди войната или играчите са прекалено млади и неопитни и успяват да спечелят едва 4 точки от Коледа до края сезона. Хемпсън подава оставка и е заменен от дългогодишния служител на отбора – Уилис Едуърдс. Бивш футболист с над 400 участия за отбора и 16 мача за Англия, Едуърдс никога не е получавал жълт или червен картон, нещо с което се гордее. Но както се оказва понякога е необходим малко повече жар и спортна злоба, за да се постигне успех. Лийдс завършва 18-и във Втора Дивизия и Едуърдс подава оставка. Следващият мениджър е Франк Бъкли, който прави името си известно в отбора на ФК Улвърхамптън Уондърърс и успехите си на трансферния пазар. Бъкли спира упадъка на отбора. Именно той кани за проби в мач срещу ФК Куийн ъф дъ Саут 17-годишният играч на Суонзи. Още следващата събота най-великият играч в клубната история Джон Чарлс прави и своят дебют в официален мач срещу Блекбърн Роувърс. Сезона 1949 – 50 е малко по-добър за отбора – с подобрена защита е достигнато 5-о място във Втора дивизия. През 1951 – 52 Чарлс е преквалифициран в централен нападател и отбелязва 26 гола в 40 срещи, но със слаби резултати на отбора като гост отново е постигнато класиране едва в средата на таблицата. Бъкли решава, че няма какво повече да даде на отбора и подава оставка в края на сезона през 1953. Поста поема Рейх Картър, който моментално успява да се изпокара с някои от играчите и когато през 1954 – 55 започва сезона с 5 загуби в 6 срещи дните на Картър изглеждат преброени. Картър променя тактиката на отбора като минава към по-дефанзивен вариант, което почти успява да класира Юнайтед в Първа Дивизия с крайно класиране на 4-то място (без загуба през последните 8 срещи). Постижението на Чарлс от 29 гола в 42 срещи през сезона 1955 – 56 осигурява второто място във Втора Дивизия и промоция за висшия ешелон след почти 10-годишно отсъствие. 1955 – 56 е началото на странна за Лийдс поредица от три последователни години, в който в 3-ти кръг жребият противопоставя Кардиф Сити и са загубени и трите мача с 1:2. Следващият сезон отново е прекрасен за Джон Чарлс – 38 гола в 40 мача, включително 4 гола в последните му 2 мача за клуба преди да премине в Ювентус. Никой не желае трансфера на играч като този, но отборът се нуждае спешно от средства за възстановяването на Западната трибуна унищожена от пожар по-рано през сезона., а Ювентус има пари в излишък. Чарлс по-късно ще спечели 3 шампионски титли и наградата за играч на годината в Италия. Зависимостта на Лийдс от Чарлс проличава през следващите 2 години, когато головете стават рядкост, въпреки наличието в тима на младия централен полузащитник с име Джак Чарлтън и интелигентния десен защитник на име Риви. Договорът на Рейх Картър не е подновен и е заменен от Бил Ламбтън, който е посрещнат от недоволство сред играчите. Основното постижение на Ламбтън към отбора е използването на млади играчи като клубна политика, което скоро води до откриването на таланти като Били Бремнър и още няколко по-именити младежи. След по-малко от година Ламбтън е заменен от Джак Тейлър, който през 1961 също подава оставка, като оставя отбора в дъното на Втора дивизия.

## Възходът на Реви
Дон Реви е в края на своята кариера като футболист през 1961 и, оценявайки своите шансове за мениджърска кариера като нелоши, моли директора на клуба Хари Рейнолдс за препоръки за свободното място в Борнмут. Преди да му ги даде, Рейнолдс осъзнава, че клубът ще изгуби, ако Реви напусне, и след два дни Дон Реви е обявен за новия мениджър на Лийдс. Реви губи първия си мач като треньор и успява да спечели едва един мач до края на сезона, но в една от тези срещи дебют прави Албърт Йохансън – 21-годишно цветнокожо крило от Южна Африка. Когато започва първия пълен сезон като треньор, Реви се изправя предизвикателството да работи със същите играчи, които с апатията си докарват изпадане на отбора. С Джек (Джеки) Чарлтън като централен защитник и 18-годишния Бремнър тилът на отбора блести 15 години, но поради недостиг на пари от младежкия отбор са привикани и Гари Спрайк, Пол Рийни, Тери Купър, Норман Хънтър и Джими Грийнхоф. Едно от най-известните действия на Реви по онова време е да смени старите синьо-жълти с чисто бели екипи гледайки от Реал Мадрид. Въпреки че изглежда доста арогантно, това е част от плана на Реви да накара изграчите си, а и съперниците да повярват, че Лийдс не са просто отбор-пълнеж из различните дивизии. Също за отбелязване е и че по това време към ръководството на отбора се присъединяват и Мани Къзинс и Алберт Морис, които заедно с Хари Рейнолдс вадят от собствени си авоари средства и ги заемат на клуба. Юнайтед завършва 19-и във Втора дивизия въпреки че след идването на Боби Колинс от Евертън за 25000 лири отборът прави серия от 9 мача без загуба. През 1962 – 63 година великият Джон Чарлс се завръща за кратко от Ювентус (там и днес заема 8 място във вечната им ранглиста за отбелязани голове) а в отбора идва и Джим Стори от Еърдри. Ужасяващият старт на сезона кара Реви да подмени основната група титуляри и когато се контузва Били Бремнър в отбора дебютира Питър Лоримър (на 15 години и 289 дни). Отборът довършва сезона с отлична игра на 5-о място. През лятото на 1963 пристига и 23-годишният Джони Джайлс от Манчестър Ютд и отборът стартира много силно сезона. И като домакини, и като гости Лийдс не променят игровата си схема само с един нападател. Няколко контузии правят тима несигурен, но проблемите са решени с привличането на Алън Пийкок през февруари. В края на краищата Лийдс си осигурява промоция два кръга предварително с победа над Суонзи на 11 април. След две седмици победата над Чарлтън носи и титлата във Втора дивизия за отбора.

## Историята продължава
Предишните резултати на Лийдс в първа дивизия не са причина за особена гордост и този път феновете не са особени оптимисти. Трите последователни победи (включително 4 – 2 над Ливърпул) променят нещата. Стилът на Лийдс смущава съперниците и любителите на играта като се твърди, че той е груб и грозен. Истината е че по прекрасен начин в Юнайтед са събрани допълващи се играчи, които играят един за друг, и мениджър, който умее да вижда и използва слабостите на съперника. С Бремнър, Колинс и Гилс се получава отлична средна линия, а зад тях Чарлтън, Рийни и Бел подсигуряват защитата на отличния вратар Спрейк. Нестабилната игра през септември/октомври е последвана от серия от 32 мача само с 3 загуби. По същото време Лийдс достига и до финала за купата на ФА. И в двата състезания Лийдс се спъва в последното препятствие. Лийдс отстранява след преиграване Манчестър Ютд за ФА, но Манчовците си отмъщават в лигата като изпреварват Лийдс за първото място само по голова разлика (и двата отбора с по 61 точки). На финала за ФА на Уембли, Лийдс удържа 0 – 0 на Ливърпул 90 минути, но в продължението Йън Джон отбелязва за Ливърпул 9 минути преди края. През 1965 – 66 година Лийдс дебютира за ЕКТ в турнира на Панаирните градове и се представя добре, но с висока цена: Боби Колинс е със счупен крак след срещата с Торино. Достигнат е полуфинал където Лийдс отпада след преиграване срещу Реал Сарагоса. Не е повторен и успеха в купата на ФА от предната година и следващото участие в Европа зависи единствено от представянето в Лигата. Отбора се класира отново втори. През сезон 1966 – 67 дебютира Еди Грей-един от изключителните играчи в историята, който има много проблеми с контузии. Същата година в отбора идва и Пол Медили. Формата на Лийдс не е убедителна като предната година, особено като гости и крайният резултата за сезона е влошен от изискването Лийдс да изиграе 9 мача за 26 дни. Достигнат е полуфинал за ФА (загуба от Челси 0 – 1, като гол на Лоримър е отменен от съдията Кен Бърнс „защото Челси не били готови“). Юнайтед достига едно стъпало по-напред в турнира на Панаирните градове, достигайки финала, където губи 0 – 2 от Динамо Загреб. 1967 – 68 идва с лошо начало и лош край на сезона за лигата, но с добра поредица по средата (през този сезон има и победа 7 – 0 над Челси). Мик Джоунс се присъединява от Шефийлд и вкарва 8 гола в 25 мача за първенство. Междувременно убедителното представяне донася и Купата на лигата във витрината на Елън Роуд (първи „истински“ трофей за 50 години история). Победен е Арсенал с гол на Тери Купър в незабележим финал, но това няма значение – Лийдс вече е спечелил предостатъчно втори места. Грешка на Гари Спрейк води до дузпа за Евертън и загуба в полуфинала за Купата на ФА. Купата на панаирните градове носи още слава: финалът в две срещи се играе през август/септември и с гол на Мик Джоунс е в първия двубой е победен Ференцварош (1 – 0 и 0 – 0). Сезон 1968 – 69 започва зле с ранно отпадане за Купата на лигата и в третия кръг за купата на ФА. За отбора остава да се концентрира само в първенството. Така и става: без загуба у дома за сезона трябва да се играе в предпоследните два двубоя с Евертън и Ливърпул-отборите на 3-то и 2-ро място в класирането. С две равенства 0 – 0 край река Мърси и с победа в последния мач над Нотингам Форест носи титлата на Елън Роуд. И то с рекорден борй точки, най-малко загуби и най-малко допуснати голове. Ако може да се търси сезон „почти...“ това е сезон 1969 – 70. Лийдс са на косъм от требъл в КЕШ, Купата на ФА и в първенството, всичко се разпада. На края на сезона Лийдс има да изиграе 12 важни и решаващи мача за 31 дни и това се оказва фатално. За ФА Лийдс успява да отстрани Манчестър Ю след две преигравания, но това предрешава полуфиналите за КЕШ срещу Селтик. Пред най-голямата публика в историята на Великобритания, на Хемпдън парк, Лийдс губи 1 – 2 четири дни след като е завършил наравно във финала за ФА на Уембли. В преиграването на финала за ФА този път на Олд Трафорд Лийдс губи след продължения от Челси (1 – 2). А после губи и реванша със Селтик с 0 – 1. Сезон 1970 – 71 минава относително без интересни събития. Лийдс завършва втори (отново) в лигата след Арсенал, изненадваща загуба за Купата на ФА от Колчестър и отново победител в турнира за Купата на панаирните градове над Ювентус с голове на чужд терен. Ранно отпадане от ЕКТ през следващата година и лош старт на сезона в лигата са последвани от отлично представяне. През месец Май Лийдс са се класирали за финал във ФА и се борят за титлата в първенството.
Гол на Алън Кларк носи победата на Уимбълдън, но комбинацията от непримиримост и смела игра на Уулвърхямптън отнема първото място в шампионата на Лийдс. Само два дни след мача на Уимбълдън Лийдс трябва да гостува на Молиню в последния кръг. Загуба с 1 – 2 и титлата е за Дарби Каунти. Още един шанс за дубъл е пропилян. Сезон 1972 – 72 е същият като 1969 – 70 – неприятен за феновете на отбора. Възрастта и контузиите на титулярния състав започва да натежава. Към клуба с присъединяват Тревър Чери, Дейвид Харви и Джо Джордън с амбицията да донесат още успехи. Финалът за ФА през тази година дълго е помнен: Лийдс губи 0 – 1 от Съндърланд с гол на Иън Портърфийлд и две страхотни спасявания на Джим Монгомъри след удари на Питър Лоримър. Резултатът е страхотна изненада и пресата пише „Шокът се случи“. Финалът за КНК срещу Милан също с помни дълго основно с ужасното представяне на гръцкия съдия Христос Михас. След като отсъжда много съмнителен пряк-свободен удар за Милан, те повеждат още в 4-тата минута. Михас не обръща внимание и на претенциите на Лийдс за 3 дузпи от които две са стопроцентови. Малко преди края Нормън Хънтър известен със своята агресивност се сбива след като е ритнат без топка и отново няма последствия за футболиста на Милан. Хънтър е изгонен заедно с играч на Милан. Лийдс не успява да изравни, но след края са приветствани от публиката в Гърция като истинските победители в този финал. Михас е наказан от УЕФА незабавно след края на мача, но Лийдс никога не получава шанса да поправи грешките му на терена. Сезон 1973 – 74 е най-великият в клубната история според много от привържениците. Не само защото Лийдс печели за втори път титлата, а и защото в края на сезона Манчестър Юнайтед изпада във Втора дивизия. Сезонът започва със седем поредни победи и ранно отпадане от турнира за Купата на лигата, отпадане и в турнира за Купата на УЕФА в 3-ти кръг. До февруари Лийдс няма загуба, но тогава идва и първата 2 – 3 от Стоук Сити. Поредицата от 3 поредни загуби връща Ливърпул в борбата за титлата. Края на сезона и дома идва с победа 3 – 2 на Ипсуич. След 4 дни идва и голямата новина от Анфийлд: Арсенал побеждава Ливърпул и титлата е на Елън Роуд. Последният мач от сезона е като гост на Куийнс Парк Рейнджърс и победа 1 – 0. Това е краят на една ера. След края на сезона Дон Риви поема английския национален отбор. Дори шанса да участва в КЕШ за втори път с Лийдс не е в състояние да го изкуши. Той препоръчва за свой наследник Джони Гилс, но поради причини, които вероятно никога няма да се разберат, съветът на директорите избира Брайън Клъф. Моментално след пристигането си той отчуждава основната част от играчите като има казва, че дотогава са печелили медалите си с мошеничество. Клъф докарва в отбора и Джон О'Хеър и Джон МакГовърн, който е пуснат моментално в игра, за да замени Били Бремнър (наказан за осем мача след бой с Кевин Кигън на финала за Черити Шийлд). След като постига една-единствена победа в първите седем мача, напрежението и омразата на играчите си казва думата: след само 44 дни начело на отбора Брайън Клъф е изгонен, но си взима солидно обезщетение и оставя борда на директорите в истерия. Джими Армфийлд поема поста и като начало се опитва да стабилизира нещата. МакГовърн и О'Хеър са продадени и Еди Грей се завръща от контузия. Лийдс така или иначе не се качва особено много в класирането след лошия старт. В турнира за купата на ФА достига 1/4 финал след 3 преигравания срещу Ипсуич. Добър е прогреса и в КЕШ. Победа с 2 – 1 дава важно предимство за Лийдс преди реванша на Камп Ноу срещу Барселона с великия Йохан Кройф. Нещата изглеждат още по-добри, когато Лоримър бележи в 7-а минута от втория мач. Барса изравнява, но не може да направи нищо повече. Но за втори път за последните три години европейските мечти на Лийдс за прекъснато от безумно съдийство. На финала на Парк де пренс в Париж се срещат Байерн и Лийдс. В 67-ата минута Питър Лоримър пронизва вратата на Байерн. Страничният съдия тича към центъра, защото смята, че е отбелязан валиден гол, но френският съдия отменя гола, защото Били Бремнър влияел на играта по време на изстрела. Много е интересно как един футболист може да повлияе на играта при шут с повече от 100 км/ч. Не са отсъдени и две дузпи и гнева на играчите на Лийдс нараства. Случва се неизбежното – наивна грешка и втори гол за Байерн. По-голямата част от привържениците на Лийдс започват да напускат местата си в знак на простест. С появата си на финал Лийдс все пак става първият Британски отбор, които взима участие на финал и в трите европейски клубни турнира и първият Британски отбор с общо 5 финала в ЕКТ. Това е последното постижение на отбора създаден от Риви. Сезон 1975 – 76 може да се запомни само с 5-ото място в крайното класиране. През 1976 – 77 са последните мачове на клубните легенди Били Бремнър и Нормън Хънтър и пристигането на един от най-атрактивните играчи на 70-те Тони Къри. Сезонът е разочароващ с класиране на 10-о място (най-лошото от много години). В турнира за купата на ФА представянето е по-достойно: достигнат е полуфинал, където Лийдс отпада от Манчестър Юнайтед. 1977 – 78 за Манчестър Ю заминават Джо Джордън и Гордън МакКуийн. На върха на атаката, за да замени Джордън, пристига Рей Хенкин и отбелязва 20 гола. Край на кариерата си слагат Пол Рийни и Алън Кларк, а отбора напуска и мениджърът Джими Армфийлд след 9-ото място в класирането и полуфинал за Купата на лигата в последния му сезон. Армфийлд поема един тим в неговия залез като го стабилизира и постига прилични резултати. Но с шефове и фенове разглесени от успехите на Дон Риви, това не е достатъчно. На старта на сезон 1978 – 79 Лийдс успява да откаже Джок Стейн от ръководството на шотландския национален отбор и той поема отбора. Той дори не прави истински опит да се нанесе в града и когато му се обаждат отново от Шотландия да поеме националния отбор, той се оттегля след само 44 дни начело на Юнайтед. Щафетата поема Джими Адамсън. След лош старт на сезона, Лийдс се съвзема и достига полуфинал за Купата на лигата, но след равенство 2:2 у дома отпада със загуба 1:0 като гост. Петото място в шампионата е достатъчно за класиране за Купата на УЕФА за следващия сезон. Сезо 1979/80 започва отново зле и скоро публиката започва да призовава Адамсън да се махне. Присъдата му е отложена заради добрата форма на двама нови млади играча: нападателят Тери Конър и вратарят Джон Лукич. Въпреки това Лийдс достига едва 11-ото място в края на сезона. Адамсън е изхвърлен от отбора след като успява да постигне само една победа в първите пет мача на старта на следващия сезон.

## Лийдс Юнайтед през новия век
През сезон 1991/92 Юнайтед печели титлата едва два сезона след като се завръща в Първа дивизия. Отборът е последният шампион преди да бъде основана Висшата лига. След този сезон Лийдс навлиза в период на упадък, като тима завършва в средата на таблицата. Този период продължава до 1998 г., когато треньорът на отбора Джордж Греъм е уволнен и тимът е поет от асистента му Дейвид О'Лиъри. Новият мениджър налага млади и перспективни играчи, като голяма част от тях са от школата на клуба. Така през сезон 1998/99 О'Лиъри класира отбора на 4-то място, като за пръв път участва в ЕКТ от 1992 г. Юнайтед продължава да прогресира като резултатът е 3-тото място във Висшата лига и дори навръх Нова година отборът е лидер, но спадът на формата след това сваля Лийдс от върха. В същия сезон 1999/2000 тимът достига полуфинал за Купата на УЕФА, като се изправя срещу Галатасарай. Първият двубой в Истанбул е помрачен от убийството на двама фенове на Лийдс. Отборът губи полуфинала като впоследствие Галатасарай печели турнира. Третото място осигурява на Юнайтед участие в Шампионската лига. Лийдс се представя прекрасно и достига полуфинал, където е отстранен от Валенсия. Първият мач завършва 0:0, а реваншът 3:0 за испанците. В същия този сезон 2000/01 Лийдс завършва на 4-та позиция и печели участие за Купата на УЕФА. В началото на следващия сезон О'Лиъри похарчва близо 100 млн. паунда за трансфери и така шефовете на клуба теглят заеми, които трябва да бъдат изплатени с приходите, получени от класиране в Шампионската лига и продажба на билети. Класирането не се осъществява и финансовата криза се задълбочава като признак за това е продажбата на Рио Фърдинанд на Манчестър Юнайтед за 30 млн. паунда. В сезон 2002/03 Лийдс се класира на 15-о място като същевременно О'Лиъри е уволнен. Следващият сезон се оказва катастрофален, като Лийдс изпада в Чемпиъншип. На клуба се налага да разпродаде всичките си звезди – Алън Смит, Марк Видука, Пол Робинсън, Хари Кюъл, Лий Бойър и др., за да може да изплати дълговете си. През сезон 2005/06 Юнайтед играе финален плейоф за завръщане във Висшата лига, който губи с 3:0 от Уотфорд. А на следващия Лийдс Юнайтед достига дъното, след като отборът за първи път в историята си изпада в трета дивизия. В следващата кампания отборът започва с 15 точки пасив заради финансовата си нестабилност, но записва шест поредни победи, като това е най-добрият старт на сезон след 1973 г. И така Лийдс се измъква от зоната на изпадащите с актив от три точки. Като целта на отбора е спечелване на промоция в Чемпиъншип. Белите се класират на 5-а позиция. А в средата на сезона мениджърът на тима Денис Уайз напуска, за да стане директор в Нюкасъл Юнайтед. Така отборът е поет легендата на клуба Гари Макалистър. Отборът игра финал за влизане в Чемпиъншип срещу Донкастър Роувърс, който губи с 1:0. Тимът се подвизава в Чемпиъншип, като през сезон 2013/14 завършва на 15-о място.
На 21 април 2025 г. Лийдс Юнайтед се завръща във Висшата лига. Илия Груев става 10-тият български играч, който играе в тази лига.

## Настоящ състав
Към 15 август 2025 г.

## Успехи
- Шампиони: 1968 – 69, 1973 – 74, 1991 – 92
- Второ място: 1964 – 65, 1965 – 66, 1969 – 70, 1970 – 71, 1971 – 72
- Шампиони Втора Дивизия: 1923 – 24, 1963 – 64, 1989 – 90, 2019 – 20, 2024 – 25
- Второ място Втора Дивизия: 1927 – 28, 1931 – 32, 1955 – 56
- Купа на Англия (ФА Купа): 1972
- Финалист за ФА Купа: 1965, 1970, 1973
- Купа на Лигата: 1968
- Финалист за Купата на Лигата: 1996
- Финалист за КЕШ: 1975
- Финалист за КНК: 1973
- Купа на панаирните градове (Купа на УЕФА): 1968, 1971
- Финалист за купа на УЕФА: 1967
- Купа Черити Шийлд: 1969, 1992

## Известни играчи
- Вини Джоунс
- Ерик Кантона
- Иън Ръш
- Джон Чарлс
- Норман Хънтър
- Гордън Страхън
- Джими Флойд Хаселбанк
- Алън Смит
- Марк Видука
- Пол Робинсън
- Рио Фърдинанд
- Роби Кийн
- Хари Кюъл
- Торе Андре Фло
- Питър Лоримър
- Били Бремнър
- Гари Спрейк
- Джон Джайлс
- Еди Грей
- Джо Джордан
- Гари Макалистър
- Гари Спийд
- Тони Дориго
- Тони Йебоа
- Лий Боуйър

## Български футболисти
- Радостин Кишишев: 2007 (наем) (10 мача - 0 гола), 2007 – 2008 (наем) (7 мача - 0 гола) в Чемпиъншип
- Кун Теменужков: 2019 – 2022 (0 мача - 0 гола) в Чемпиъншип
- Илия Груев: 2023 – (51 мача - 1 гол) в Чемпиъншип